# Tatiana Frolova
Pour les articles homonymes, voir Frolova.
Tatiana Iourievna Frolova (russe : Татьяна Юрьевна Фролова), née le 26 avril 1967 à Briansk (RSFS de Russie), est une gymnaste artistique soviétique. 

## Palmarès

### Championnats du monde
- Budapest 1983
  -  médaille d'or au concours par équipes